# العلاقات الأوزبكستانية الزامبية
العلاقات الأوزبكستانية الزامبية هي العلاقات الثنائية التي تجمع بين أوزبكستان وزامبيا.

## مقارنة بين البلدين
هذه مقارنة عامة ومرجعية للدولتين:
| وجه المقارنة                                              | أوزبكستان       | زامبيا                         |
| --------------------------------------------------------- | --------------- | ------------------------------ |
| المساحة (كم2)                                             | 448.98 ألف      | 752.62 ألف                     |
| عدد السكان (نسمة)                                         | 32.39 مليون     | 17.09 مليون                    |
| الكثافة السكانية (ن./كم²)                                 | 72.14           | 22.71                          |
| العاصمة                                                   | طشقند           | لوساكا                         |
| اللغة الرسمية                                             | اللغة الأوزبكية | لغة إنجليزية                   |
| العملة                                                    | سوم أوزبكستاني  | كواشا زامبي، كواشا زامبي قديم ‏ |
| الناتج المحلي الإجمالي (بليون دولار)                      | 48.72 مليار     | 25.81 مليار                    |
| الناتج المحلي الإجمالي (تعادل القوة الشرائية) بليون دولار | 190.50 مليار    | 62.18 مليار                    |
| الناتج المحلي الإجمالي الاسمي للفرد دولار أمريكي          | 2.13 ألف        | 1.30 ألف                       |
| الناتج المحلي الإجمالي للفرد دولار أمريكي                 | 5.57 ألف        | 3.90 ألف                       |
| مؤشر التنمية البشرية                                      | 0.675           | 0.586                          |
| رمز المكالمات الدولي                                      | +998            | +260                           |
| رمز الإنترنت                                              | .uz             | .zm                            |
| المنطقة الزمنية                                           | ت ع م+05:00     | ت ع م+02:00                    |

## منظمات دولية مشتركة
يشترك البلدان في عضوية مجموعة من المنظمات الدولية، منها:
| علم المنظمة | اسم المنظمة                               | تاريخ انضمام أوزبكستان | تاريخ انضمام زامبيا |
| ----------- | ----------------------------------------- | ---------------------- | ------------------- |
|             | الاتحاد البريدي العالمي                   | ?                      | ?                   |
|             | يونسكو                                    | 26 أكتوبر 1993         | 9 نوفمبر 1964       |
|             | البنك الدولي للإنشاء والتعمير             | 21 سبتمبر 1992         | 23 سبتمبر 1965      |
|             | وكالة ضمان الاستثمار متعدد الأطراف        | 4 نوفمبر 1993          | 6 يونيو 1988        |
|             | الاتحاد الدولي للاتصالات                  | 10 يوليو 1992          | 23 أغسطس 1965       |
|             | منظمة الشرطة الجنائية الدولية             | ?                      | ?                   |
|             | مؤسسة التمويل الدولية                     | 30 سبتمبر 1993         | 23 سبتمبر 1965      |
|             | الأمم المتحدة                             | 2 مارس 1992            | 1 ديسمبر 1964       |
|             | مؤسسة التنمية الدولية                     | 24 سبتمبر 1992         | 23 سبتمبر 1965      |
|             | منظمة حظر الأسلحة الكيميائية              | ?                      | ?                   |
|             | المركز الدولي لتسوية المنازعات الاستشارية | 25 أغسطس 1995          | 17 يوليو 1970       |

## وصلات خارجية
- موقع وزارة الخارجية الأوزبكستانية